# Бой под Кшивосондзом
Бой под Кшивосондзом (польск. Bitwa pod Krzywosądzem) — боевое столкновение в ходе Январского восстания, произошедшее 7 (19) февраля 1863 года на опушке Кшивосондзкого леса между польскими повстанцами и российскими регулярными войсками.

## Предыстория
7 (19) января 1863 года Центральный национальный комитет назначил Людовика Мирославского, находящегося в Париже, диктатором восстания. 
Около 3 часов ночи 5 (17) февраля 1863 года он перешёл прусско-российскую границу с секретарём Куржиной и 12 офицерами-наемниками различных национальностей. К ним в течение двух дней присоединились около 100 человек учащейся молодёжи из Варшавы и ближайшие мелкие отряды повстанцев; всего собралось, по польским данным, около 250, а по русским — 500—600 человек. По польским данным, на вооружении отряда Мирославского практически не было огнестрельного оружия — всего в отряде имелось 18 ружей (1 штуцер) и 6 револьверов и дульнозарядных пистолетов; остальные были вооружены косами (52 единицы) и топорами.
Эти силы расположились лагерем в Кшивосондском лесу, между селами Низцевы и Куявы. Мирославский из-за собственной непредусмотрительности и самоуверенности абсолютно не ожидал нападения русских и позволил отряду полковника Ю. И. Шильдер-Шульднера (по русским данным, 3,5 роты пехоты, 60 казаков и 50 чел. пограничной стражи; по польским — 3 роты пехоты, 160 казаков и объездчиков) определить место расположения лагеря и нанести по нему внезапный удар.

## Бой
Около 11 часов утра 7 (19) февраля 1863 года регулярные войска внезапно атаковали со стороны деревни Божанов, при одновременной атаке со стороны деревни Добра, находившийся на опушке Кшивосондзкого леса лагерь повстанцев не готовых к сражению. Мирославский в первые минуты боя фактический бездействовал, а увидев на поле казаков, вместе со своим окружением вскочил на лошадей и, оставив отряд, кинулся бежать по дороге по направлению к деревне Добра, ещё не до конца перекрытой русскими.
Оставшиеся без командира повстанцы, главным образом косиньеры, пытались в спешке отступить к густому лесу на противоположной стороне опушки с целью перегруппировки и организации хоть какой бы то ни было обороны. Им всё же удалось провести несколько незначительных контратак русских войск, однако на исход сражения они повлиять не смогли. Плохо вооруженные, необученные и недисциплинированные, они не смогли оказать достойного сопротивления и, понеся огромные потери, бросив лагерь и почти всё оружие и обозы, обратились в беспорядочное бегство. 
Густой лес помешал правительственным войскам преследовать бегущих повстанцев, и небольшой части из них, в том числе и самому Мирославскому, удалось уйти, тем не менее, де-факто готовых продолжить вооружённую борьбу осталось лишь 36 человек, остальные были рассеяны.

## Последствия
В бою повстанцы понесли колоссальные потери. Согласно данным русских историков, были убиты более 80 повстанцев, ещё 13 пленены. Польские историки признают гибель 40 повстанцев, в том числе и Яна Василовского (Jan Wasiłowski) — брата писательницы Марии Конопницкой, и пленение ещё тринадцати. Правительственным войскам также достались все обозы повстанцев и даже личная переписка Мирославского. По русским данным, потери русских войск составили всего 2 раненых. Польские источники, однако, заявляют о 3 убитых и до 30 раненых с российской стороны.
Фактический полный разгром отряда заставил Мирославского с оставшимися вместе с ним 36 единомышленниками отступить к деревне Радзеёвой и соединиться в деревне Троячек в ночь на 8 (20) февраля 1863 года с отрядом Казимира Мелецкого, состоявшего из около 400 человек. После окончательного поражения под Новой-Весью Мирославский бежал в Париж, тем не менее, формально оставаясь главой восстания до 27 февраля (10 марта) 1863 года, когда под давлением «белых» отказался от должности диктатора в пользу Мариана Лангевича.